# 18. (slovenska) divizija (NOVJ)
18. (slovenska) divizija je bila partizanska divizija, ki je delovala v sklopu NOV in POJ v Jugoslaviji med drugo svetovno vojno.

## Zgodovina
Divizija je bila ustanovljena 14. septembra 1943. Ob ustanovitvi je divizija imela tri brigade ter okoli 3.350 borcev.

## Sestava
September 1943
- 8. slovenska narodnoosvobodilna brigada »Fran Levstik«
- 9. slovenska narodnoosvobodilna brigada
- 10. slovenska narodnoosvobodilna udarna brigada »Ljubljanska«

## Poveljstvo
Poveljniki
- Rado Pehaček

Politični komisarji
- Janez Hribar